# Gloria Helfer
Gloria Hilda Helfer Palacios (Lambayeque, 13 de abril de 1944) es una educadora, socióloga y política peruana. Fue congresista de la república durante dos periodos y ministra de Educación en el primer gobierno de Alberto Fujimori. También se desempeñó como congresista constituyente de 1992 a 1995.

## Biografía
Gloria Helfer nació en la ciudad de Lambayeque, el 13 de abril de 1944. Sus padres fueron Hernán Helfer y María Palacios.
Estudió en el Colegio Rosa de América. Luego, ingresó a la facultad de Letras de la Pontificia Universidad Católica del Perú, donde estudió Educación y Filosofía. Luego de ello, estudió la carrera de Sociología en la Universidad Católica de Lovaina en Bélgica.
Regresó al Perú y comenzó a trabajar en el Ministerio de Educación en 1972. Trabajó en el Instituto Nacional de Investigación y Desarrollo Educativo, donde tuvo a su cargo la producción de materiales educativos.

## Carrera política
Fue militante de Izquierda Unida liderado por el histórico Alfonso Barrantes y se consideraba como una discípula del religioso peruano Gustavo Gutiérrez Merino, fundador de la Teología de la liberación. Corriente nacida en la Iglesia Católica latinoamericana y de amplia importancia desde fines de los años sesenta (Medellín 1968) hasta mediados de los ochenta (Puebla 1979).
Participó por primera vez en la política en 1989 como candidata a regidora de la Municipalidad Metropolitana de Lima y luego postuló al Senado de la República en las elecciones de 1990.

### Ministra de Educación
El 28 de julio de 1990, debido al apoyo de Izquierda Unida a Alberto Fujimori para la segunda vuelta de las elecciones presidenciales, este nombró a Helfer como su primera ministra de Educación en su primer gabinete presidido por Juan Carlos Hurtado Miller.
Dentro de su gestión ministerial, desarrolló el programa de emergencia escolar: La escuela defiende la vida. En un mes se logró la distribución de grandes cantidades de raciones de alimentos en el país. Por otra parte, consiguió el pasaje gratuito para los escolares, especialmente en Lima y otras grandes ciudades. También apoyó para la creación del Tribunal Contra la Corrupción y realizó una convocatoria a un Consenso Nacional para delinear una política pedagógica. 
Permaneció en el cargo hasta que el 2 de diciembre de 1990, Helfer decidió renunciar al MINEDU luego de participar de una controversia sobre la gratuidad del pasaje escolar, además de la negativa de Fujimori de aumentar los sueldos a los maestros. Posteriormente, Helfer se volvió opositora al régimen debido al golpe de Estado en 1992 y las masacres cometidas en La Cantuta y en Barrios Altos.

### Congresista Constituyente
Ante la convocatoria de Fujimori de las elecciones constituyentes para noviembre de 1992 tras la disolución del Congreso de la República, Helfer decidió participar en los comicios como miembro del Movimiento Democrático de Izquierda. Fue elegida con 164,740 votos para el periodo 1992-1995. 
Durante su labor en el Congreso Constituyente Democrático, Helfer formó parte de las comisiones investigadoras contra el gobierno de Fujimori tras las denuncias de violaciones contra los Derechos Humanos.
Luego de culminar su gestión, Helfer decidió momentáneamente retirarse del ámbito político.

### Congresista de la República
Para las elecciones generales del año 2000, Helfer decidió volver a la política como miembro del partido Unión por el Perú, liderado por Máximo San Román como candidato presidencial, y volvió a postular al Congreso de la República donde fue nuevamente elegida, con 24,684 votos, para el periodo parlamentario 2000-2005.
Durante la tercera toma de mando de Alberto Fujimori, Helfer decidió retirarse del hemiciclo y junto con los demás congresistas de la oposición decidió participar en la Marcha de los Cuatro Suyos encabezada por Alejandro Toledo. Apoyó las mociones de investigación contra Vladimiro Montesinos y también la moción de censura contra Martha Hildebrandt. También apoyó la moción de vacancia contra Alberto Fujimori por incapacidad moral, lo cual dio fin a la dictadura fujimorista.
Culminando su gestión tras haberse recortado su cargo congresal hasta julio del 2001, Helfer luego decidió afiliarse al partido Perú Posible de Alejandro Toledo y postuló por tercera vez al Congreso de la República por la lista de Lima Metropolitana en las elecciones parlamentarias. Fue reelegida con 54,927 votos para el periodo 2001-2006.
En su última labor legislativa, presidió la Comisión de Educación, Ciencia y Tecnología en 2002 y formó parte de las comisiones de Descentralización y Justicia y Derechos Humanos.
En el 2010, reapareció apoyando la candidatura de Susana Villarán a la alcaldía de la ciudad de Lima y formó parte del equipo de educación de Fuerza Social. Al siguiente año, mostró su apoyo para la candidatura presidencial de Ollanta Humala para las elecciones generales del 2011.

## En la cultura popular
Helfer fue parodiada por el imitador Jorge Benavides desde su ingreso a la vida política a inicios de los años 1990. La caracterización de Benavides mostraba a una política malhumorada, pícara, de fuerte temperamento y poca paciencia, atributos que distaban de la personalidad de Helfer. Con el tiempo, el personaje se fue cada vez más alejando de la persona original hasta adquirir una identidad propia. Con apariciones recurrentes en distintos programas humorísticos desde entonces, convirtiéndose en la Tía Gloria.
Benavides adecuó la imitación a Helfer en varios contextos y representaciones. Siendo las más populares las versiones que muestran al personaje como la dueña de una farmacia, como la vecina presumida de un barrio residencial o como una productora reconocida. Interpretaciones que muestran una versión desenvuelta y atrevida de Helfer.

## Publicaciones
- Exigimos calidad : el estudiante, sujeto de derecho (2006)
- Cumplo y exijo : modelo de cooperación y responsabilidad para la gestión educativa de calidad (2006)
- Educación̤ libre de corrupción : sistematización de una experiencia participativa en la elaboración del proyecto de ley anticorrupción̤ en el sector educación (2004)
- Mirando lejos : excelencia y gratuidad en una educación para tiempos nuevos : propuesta y análisis comparado de proyectos de Ley de Educación en debate (1994)
- Derogatoria con propuesta. Análisis del Decreto Legislativo 699 sobre Educación. Propuestas Alterntativas (1991)